# Izquierda Unida (Perú)
La Izquierda Unida (IU) fue una coalición electoral creada en 1980 por movimientos, partidos y frentes de izquierda peruanos. Consiguió ganar los gobiernos de importantes ciudades como Lima, Arequipa, Cuzco o Puno. En 1985 obtuvo el segundo lugar en las elecciones presidenciales con la candidatura de Alfonso Barrantes.

## Historia

### Antecedentes
En 1978, el gobierno militar de Francisco Morales Bermúdez convoca las primeras elecciones desde el golpe de Estado de 1968, para elegir a los representantes a una Asamblea Constituyente que iniciaría la transición hacia un gobierno democrático. Los partidos políticos son legalizados y muchos de los líderes de la izquierda regresan del exilio después de haber sido deportados. La izquierda participa en este proceso dividida en cinco organizaciones sin embargo la sumatoria de sus votos llega al 29,3% y obtiene un tercio de los asientos en la Constituyente. Tras el resultado de 1978 y con miras a participar en las Elecciones Generales de 1980, se constituye una breve alianza entre trotskistas, la nueva izquierda y un frente maoísta a la que denominan Alianza Revolucionaria de Izquierda (ARI). Este frente no llega a sobrevivir para participar en el proceso electoral debido a las diferencias ideológicas entre los partidos y la desconfianza entre sus líderes.

#### Resultados de las Elecciones de 1980
A continuación, se presentan los resultados de los partidos de Izquierda en las elecciones generales de 1980. 
| Organización Política                          | Candidato Presidencial      | Ideología              | Porcentaje de Votos |
| ---------------------------------------------- | --------------------------- | ---------------------- | ------------------- |
| Partido Revolucionario de los Trabajadores     | Hugo Blanco Galdós          | Trotskismo             | 3,90%               |
| Unión de Izquierda Revolucionaria              | Horacio Zeballos Gámez      | Maoísmo                | 3,26%               |
| Unidad de Izquierda (PCP-PSR)                  | Leónidas Rodríguez Figueroa | Agrarismo              | 2,83%               |
| Unidad Democrática Popular                     | Carlos Malpica              | Nueva Izquierda        | 2,39%               |
| Frente Obrero Campesino Estudiantil y Popular  | Genaro Ledesma              | Indigenismo            | 1,48%               |
| Frente Nacional de Trabajadores y Campesinos   | Roger Cáceres Velásquez     | Tahuantinsuyismo       | 1,98%               |
| Organización Política de la Revolución Peruana | Javier Tantaleán Vanini     | Velasquismo            | 0,43%               |
| Acción Política Socialista                     | Gustavo Mohme Llona         | Socialdemocracia       | 0,28%               |
| Partido Socialista del Perú                    | Luciano Castillo            | Socialismo democrático | 0,21%               |

### Fundación de IU
La caída en las Elecciones Generales de 1980 fue el factor determinante para la constitución de Izquierda Unida. El contraste entre los resultados de 1978 y los de 1980 hicieron evidente la necesidad de construir un solo bloque electoral para evitar la dispersión del votante de izquierda. En septiembre de 1980 se acuerda formar Izquierda Unida y se designa un primer Comité Directivo formado por Henry Pease, Manuel Dammert, Javier Díez Canseco, Alfredo Filomeno, Alberto Moreno, Alfonso Barrantes, Jorge del Prado y Genaro Ledesma.

## Participación electoral

### Elecciones generales de 1980
A inicios de 1980, tras la convocación de elecciones generales y parlamentarias por el presidente Francisco Morales Bermúdez el pasado 30 de julio de 1979; el Partido Socialista Revolucionario y el Partido Comunista Peruano forman una alianza denominada Unidad de Izquierda.
La alianza presenta a Leonidas Rodríguez Figueroa como candidato presidencial, a Jorge del Prado Chávez como primer vicepresidente y a Isidoro Gamarra Ramírez como segundo vicepresidente. Quedando en quinto lugar con el 2.84% de votos.
| Candidatos                  | Candidatos             | Candidatos              |
| Presidencia                 | 1.º Vicepresidencia    | 2.º Vicepresidencia     |
| --------------------------- | ---------------------- | ----------------------- |
| Leonidas Rodríguez Figueroa | Jorge del Prado Chávez | Isidoro Gamarra Ramírez |

En las elecciones parlamentarias, la alianza obtiene 2 senadores y 2 diputados en el congreso de la república. 
| Región         | Nombre                       | Número de votos | Partido político                  |
| -------------- | ---------------------------- | --------------- | --------------------------------- |
| Distrito Único | Jorge del Prado Chávez       |                 | Partido Comunista Peruano         |
| Distrito Único | Enrique Bernales Ballesteros |                 | Partido Socialista Revolucionario |

| Región | Nombre                        | Número de votos | Partido político                  |
| ------ | ----------------------------- | --------------- | --------------------------------- |
| Junín  | Alejandro Olivera Vila        |                 | Partido Comunista Peruano         |
| Lima   | Antonio Meza Cuadra Velásquez |                 | Partido Socialista Revolucionario |

### Elecciones municipales de 1980
En 1980 se realizaron las elecciones para elegir alcaldes provinciales y distritales. En este proceso IU se consolidó como la segunda fuerza electoral a nivel nacional con 23,3% de votos obtenidos, por detrás de Acción Popular (35,8%) y superando al Partido Aprista (22,5%), logrando obtener 14 alcaldías provinciales y 107 alcaldías distritales.
Alfonso Barrantes postuló para la alcaldía de Lima, obteniendo el segundo lugar (28%), mientras que se ganaron importantes ciudades como Arequipa, Puno e Ilo. 

### Elecciones municipales de 1983
En las elecciones locales de 1983, el partido obtiene 33 alcaldías provinciales y 238 alcaldías distritales; entre las alcaldías provinciales se reeligieron a los alcaldes de IU de importantes ciudades como Lima, Arequipa, Puno, Cusco además de Ilo y otras ciudades menores, con la elección de Alfonso Barrantes en la capital, lo que consolidó su liderazgo para poder postular a la presidencia en 1985. 

### Elecciones generales de 1985
En las elecciones generales de 1985 participó con la fórmula encabezada por Alfonso Barrantes e integrada por Enrique Bernales y Agustín Haya de la Torre, obteniendo el 24.69% de votos.
| Candidatos        | Candidatos          | Candidatos               |
| Presidencia       | 1.º Vicepresidencia | 2.º Vicepresidencia      |
| ----------------- | ------------------- | ------------------------ |
| Alfonso Barrantes | Enrique Bernales    | Agustín Haya de la Torre |

Sin embargo; su contrincante Alan García del Partido Aprista obtendría el 47,5% de votos en los primeros resultados, lo cual era necesaria una 2.ª vuelta, ya que el APRA no había obtenido más del 50% de votos en la elección que requería en la Constitución para declararse ganador. No obstante, al ver que seguían creciendo los votos, Barrantes termina renunciando a su candidatura al ver la cantidad de votos que le llevaba su contrincante, declarando a García como ganador y convirtiéndose en presidente electo para el periodo 1985-1990.
En las elecciones parlamentarias, la alianza obtiene 15 senadores y 48 diputados en el congreso de la república, convirtiéndose en la segunda fuerza parlamentaria más influyente para el periodo 1985-1990 por detrás del APRA, que tenían la mayoría absoluta en el congreso. 
| Región         | Nombre                                   | Número de votos | Partido político                              |
| -------------- | ---------------------------------------- | --------------- | --------------------------------------------- |
| Distrito Único | Javier Ernesto Diez-Canseco Cisneros     | 191,950         | Partido Unificado Mariateguista               |
| Distrito Único | Jorge del Prado Chávez                   | 183,022         | Partido Comunista Peruano                     |
| Distrito Único | Rolando Rubén Breña Pantoja              | 122,000         | Unión de Izquierda Revolucionaria             |
| Distrito Único | Enrique Martín Bernales Ballesteros      | 111,808         | Partido Socialista Revolucionario             |
| Distrito Único | Gustavo Mohme Llona                      | 52,939          | Acción Política Socialista                    |
| Distrito Único | Valentín Pacho Quispe                    | 52,223          | Partido Comunista Peruano                     |
| Distrito Único | Miguel Ángel Mufarech Nemy               | 51,433          | Partido de Integración Nacional               |
| Distrito Único | César Augusto Rojas Huaroto              | 48,814          | Unión de Izquierda Revolucionaria             |
| Distrito Único | Carlos Alberto Malpica Silva-Santisteban | 45,747          | Partido Unificado Mariateguista               |
| Distrito Único | Andrés Corcino Luna Vargas               | 33,450          | Partido Unificado Mariateguista               |
| Distrito Único | Luis Nieto Miranda                       | 31,751          | Partido Unificado Mariateguista               |
| Distrito Único | Rolando Lorenzo Ames Cobián              | 30,090          | Independiente                                 |
| Distrito Único | Genaro Alfonso Ledesma Izquieta          | 29,662          | Frente Obrero Campesino Estudiantil y Popular |
| Distrito Único | Jorge Fernández-Maldonado Solari         | 15,749          | Partido Socialista Revolucionario             |
| Distrito Único | Segundo Edmundo Murrugarra Florián       | 12,785          | Partido Unificado Mariateguista               |

| Región          | Nombre                                            | Número de votos | Partido político                              |
| --------------- | ------------------------------------------------- | --------------- | --------------------------------------------- |
| Áncash          | Manuel Augusto Cortez Fernández                   | 8,385           | Partido Comunista Revolucionario              |
| Áncash          | Jorge Elías Baca Luna                             | 14,348          | Partido Unificado Mariateguista               |
| Apurímac        | Maximiliano Camacho Quispe                        | 5,392           | Unión de Izquierda Revolucionaria             |
| Arequipa        | Segundo Félix Villafuerte Pacheco                 | 16,825          | Independiente                                 |
| Arequipa        | Justiniano Rómulo Apaza Ordóñez                   | 9,216           | Unión de Izquierda Revolucionaria             |
| Arequipa        | Elard Alfredo Barrionuevo Machicao                | 8,368           | Partido Unificado Mariateguista               |
| Arequipa        | Salomé Vladimiro Begazo Begazo                    | 8,273           | Unión de Izquierda Revolucionaria             |
| Ayacucho        | Germán Máximo Medina Oriundo                      | 21,706          | Partido Unificado Mariateguista               |
| Ayacucho        | Jorge Alberto Tincopa Calle                       | 14,206          | Partido Unificado Mariateguista               |
| Cajamarca       | Segundo Daniel Idrogo Benavides                   | 13,471          | Unión de Izquierda Revolucionaria             |
| Cajamarca       | José Hipólito Manosalva Cruzado                   | 7,404           | Unión de Izquierda Revolucionaria             |
| Callao          | Fernando Rafael Sánchez Albavera                  | 6,995           | Partido Socialista Revolucionario             |
| Cusco           | Tany Arístides Valer Lopera                       | 17,148          | Unión de Izquierda Revolucionaria             |
| Cusco           | Julio Sergio Castro Gómez                         | 15,692          | Partido Unificado Mariateguista               |
| Cusco           | Haydee Friñé Peña Castro-Cuba                     | 10,682          |                                               |
| Cusco           | Jesús Roberto Rojas Grajeda                       | 7,311           | Partido Comunista Peruano                     |
| Huancavelica    | Tasiano Modesto Girón Rojas                       | 6,448           | Unión de Izquierda Revolucionaria             |
| Huancavelica    | Andrés Loayza Romaní                              | 5,092           | Unión de Izquierda Revolucionaria             |
| Huánuco         | Edmundo Panay Lazo                                | 10,181          | Unión de Izquierda Revolucionaria             |
| Ica             | Julio Renán Raffo Muñoz                           | 12,566          | Partido Comunista Peruano                     |
| Junín           | Alejandro Olivera Vila                            | 25,714          | Partido Comunista Peruano                     |
| Junín           | Lorenzo Romero Pérez                              | 15,843          | Partido Comunista Peruano                     |
| Junín           | Jesús Clímaco Palacios Córdova                    | 26,378          | Unión de Izquierda Revolucionaria             |
| Junín           | Jorge Elías Espinoza Rosales                      | 7,725           | Partido Unificado Mariateguista               |
| La Libertad     | Óscar Enrique Felipe Ventura                      | 10,317          | Unión de Izquierda Revolucionaria             |
| Lambayeque      | Yehude Simon Munaro                               | 28,093          | Independiente                                 |
| Lambayeque      | Duberlí Apolimar Rodríguez Tineo                  | 16,100          | Unión de Izquierda Revolucionaria             |
| Lima            | Agustín Haya de la Torre de la Rosa               | 69,158          | Partido Unificado Mariateguista               |
| Lima            | César Antonio Barrera Bazán                       | 54,423          | Unión de Izquierda Revolucionaria             |
| Lima            | Manuel Enrique Ernesto Dammert Ego-Aguirre        | 40,123          | Partido Comunista Revolucionario              |
| Lima            | Gustavo Espinoza Montesinos                       | 32,277          | Partido Comunista Peruano                     |
| Lima            | Manuel Germán Benza Pflücker                      | 23,139          | Partido Socialista Revolucionario             |
| Lima            | Guillermo Herrera Montesinos                      | 18,879          | Partido Comunista Peruano                     |
| Lima            | José Luis Alvarado Bravo                          | 17,361          | Independiente                                 |
| Lima            | José Jacinto Yrala del Castillo                   | 16,961          | Unión de Izquierda Revolucionaria             |
| Lima            | Carlos Enrique Tapia García                       | 16,516          | Partido Unificado Mariateguista               |
| Lima            | Manuel Eduardo Jorge Piqueras Luna                | 15,279          | Independiente                                 |
| Lima Provincias | Efraín Pablo Vásquez Barreda                      | 6,898           | Partido Comunista Peruano                     |
| Lima Provincias | Marcial Gonzales Paz                              | 5,818           | Unión de Izquierda Revolucionaria             |
| Loreto          | Antonio D'Onadio Lagrotte                         | 19,301          | Independiente                                 |
| Moquegua        | María Cristala Constantinides Rosado de Rodríguez | 16,545          | Independiente                                 |
| Pasco           | David Salvio de la Sota Atahuamán                 | 6,838           | Frente Obrero Campesino Estudiantil y Popular |
| Piura           | Robespierre Bayona Amaya                          | 19,287          | Partido Unificado Mariateguista               |
| Piura           | Eriberto Arroyo Mío                               | 12,272          | Partido Unificado Mariateguista               |
| Piura           | Óscar Teobaldo Niño Celi                          | 12,044          | Independiente                                 |
| Puno            | Jaime Eloy Ardiles Franco                         | 21,260          | Independiente                                 |
| Puno            | Rolando Ávila Díaz                                | 9,562           | Partido Comunista Peruano                     |
| Puno            | Alberto Eugenio Quintanilla Chacón                | 8,627           | Partido Unificado Mariateguista               |
| Tacna           | Marcial Henry Rondinel Cornejo                    | 9,233           | Partido Unificado Mariateguista               |

### Elecciones municipales de 1986
En las elecciones municipales de 1986, la alianza obtiene 15 alcaldías provinciales y 163 alcaldías distritales.
A nivel de Lima, Alfonso Barrantes se presentó a la reelección para la alcaldía de Lima, sin embargo, no resultó reelegido, quedando en segundo lugar y siendo vencido por Jorge del Castillo del Partido Aprista.

### Elecciones municipales de 1989
En las elecciones municipales de 1989, la alianza obtiene 44 alcaldías provinciales y 363 alcaldías distritales.
A nivel de Lima, se presentó el exteniente alcalde Henry Pease como candidato a la alcaldía de Lima, quedando en tercer lugar con el 11.54 % de votos.

### Elecciones regionales de 1989-1990
De 11 regiones establecidas, IU ganó 6.

### Elecciones generales de 1990
En las elecciones generales de 1990 participó con la fórmula encabezada por Henry Pease e integrada por Agustín Haya de la Torre y Gustavo Mohme Llona, quedando en cuarto lugar con el 8.23% de votos. 
| Candidatos  | Candidatos               | Candidatos          |
| Presidencia | 1.º Vicepresidencia      | 2.º Vicepresidencia |
| ----------- | ------------------------ | ------------------- |
| Henry Pease | Agustín Haya de la Torre | Gustavo Mohme Llona |

En las elecciones parlamentarias, la alianza obtiene 6 senadores y 16 diputados en el congreso de la república. 
| Región         | Nombre                                   | Número de votos | Partido político                  |
| -------------- | ---------------------------------------- | --------------- | --------------------------------- |
| Distrito Único | Javier Ernesto Diez-Canseco Cisneros     | 63,086          | Partido Unificado Mariateguista   |
| Distrito Único | Jorge del Prado Chávez                   | 51,329          | Partido Comunista Peruano         |
| Distrito Único | Jorge Hurtado Pozo                       | 31,353          | Unión de Izquierda Revolucionaria |
| Distrito Único | Carlos Alberto Malpica Silva-Santisteban | 25,779          | Partido Unificado Mariateguista   |
| Distrito Único | Gustavo Mohme Llona                      | 25,109          | Acción Popular Socialista         |
| Distrito Único | Ángel Hugo Blanco Galdós                 | 20,820          | Partido Unificado Mariateguista   |

| Región          | Nombre                             | Número de votos | Partido político                  |
| --------------- | ---------------------------------- | --------------- | --------------------------------- |
| Áncash          | Jorge Elías Baca Luna              | 4,166           | Partido Unificado Mariateguista   |
| Apurímac        | Clodoaldo Melitón Cano Motta       | 2,280           | Partido Unificado Mariateguista   |
| Apurímac        | Dacio Jorge Maldonado Chirinos     | 1,937           | Unión de Izquierda Revolucionaria |
| Arequipa        | Salomé Vladimiro Begazo Begazo     | 7,409           | Unión de Izquierda Revolucionaria |
| Ayacucho        | Mario Enrique Cavalcanti Gamboa    | 1,522           | Independiente                     |
| Cajamarca       | Wilmer Alexander Lumba Tirado      | 4,400           | Unión de Izquierda Revolucionaria |
| Cusco           | Julio Sergio Castro Gómez          | 6,202           |                                   |
| Cusco           | Bernardo Dolmos Vengoa             | 5,249           | Unión de Izquierda Revolucionaria |
| Ica             | Mario Efraín Camacho Perla         | 10,427          |                                   |
| Lima            | César Augusto Barrera Bazán        | 16,107          | Unión de Izquierda Revolucionaria |
| Lima            | Ricardo Letts Colmenares           | 15,559          | Partido Unificado Mariateguista   |
| Lima Provincias | Germán Gutiérrez Linares           | 2,668           |                                   |
| Madre de Dios   | Eduardo Salhuana Cavides           | 4,035           | Independiente                     |
| Moquegua        | Julio Ernesto Díaz Palacios        | 15,185          |                                   |
| Piura           | César Esteban Rojas Tafur          | 7,424           | Partido Unificado Mariateguista   |
| Puno            | Alberto Eugenio Quintanilla Chacón | 4,507           | Partido Unificado Mariateguista   |

### Elecciones municipales de 1993
En las elecciones municipales de 1993, la alianza obtiene 26 alcaldías provinciales y 159 alcaldías distritales.
A nivel de Lima, se presentó el diputado César Barrera Bazán como candidato a la alcaldía de Lima, quedando en noveno lugar con el 1.20% de votos. 

### Elecciones generales de 1995
En las elecciones generales de 1995 IU se inscribió con Alfonso Barrantes a la cabeza que luego se retiró, quedando en competencia sus dos vicepresidentes: Agustín Haya de la Torre y Maximiliano Cárdenas, y alcanzaron el 0.57% de votos.
| Candidatos               | Candidatos                | Candidatos          |
| Presidencia              | 1.º Vicepresidencia       | 2.º Vicepresidencia |
| ------------------------ | ------------------------- | ------------------- |
| Agustín Haya de la Torre | Maximiliano Cárdenas Díaz | No tiene            |

En las elecciones parlamentarias, la alianza obtiene el 1.88% de votos, logrando 2 escaños en el congreso de la república.
| Región         | Nombre                | Número de votos | Partido político                |
| -------------- | --------------------- | --------------- | ------------------------------- |
| Distrito Único | Javier Diez Canseco   | 17,967          | Partido Unificado Mariateguista |
| Distrito Único | Rolando Breña Pantoja | 5,861           | Patria Roja                     |

## Candidatas feministas
En 1985 la coalición acogió como candidatas independientes a varias feministas, entre ellas están:
- Victoria Villanueva. [15][16]
- Virginia Vargas.
- Narda Henríquez. [17]

## Organizaciones fundadoras
Los partidos políticos que conformaron esta alianza fueron:

### Conformación 1980-1985

#### Como Unidad de Izquierda
| Partido | Partido                           | Siglas | Ideología principal        | Líder |
| ------- | --------------------------------- | ------ | -------------------------- | ----- |
|         | Partido Comunista Peruano         | (PCP)  | Comunismo                  |       |
|         | Partido Socialista Revolucionario | (PSR)  | Socialismo autogestionario |       |

#### Como Izquierda Unida
| Partido | Partido                                       | Siglas  | Ideología principal         | Líder |
| ------- | --------------------------------------------- | ------- | --------------------------- | ----- |
|         | Partido Comunista Peruano                     | (PCP)   | Comunismo                   |       |
|         | Partido Socialista Revolucionario             | (PSR)   | Socialismo autogestionario  |       |
|         | Unión de Izquierda Revolucionaria             | (UNIR)  | Maoísmo                     |       |
|         | Partido Comunista Revolucionario              | (PCR)   | Nacionalismo revolucionario |       |
|         | Movimiento de Izquierda Revolucionaria        | (MIR)   | Marxismo-leninismo          |       |
|         | Unidad Democrática Popular                    | (UDP)   | Populismo de izquierda      |       |
|         | Frente Obrero Campesino Estudiantil y Popular | (FOCEP) | Agrarismo                   |       |
|         | Partido Socialista del Perú                   | (PSP)   | Socialismo                  |       |
|         | Partido de Integración Nacional               | (PADIN) | Socioliberalismo            |       |
|         | Vanguardia Revolucionaria                     | (VR)    | Marxismo                    |       |

### Conformación 1985-1990
| Partido | Partido                                       | Siglas     | Ideología principal         | Líder |
| ------- | --------------------------------------------- | ---------- | --------------------------- | ----- |
|         | Partido Comunista Peruano                     | (PCP)      | Comunismo                   |       |
|         | Partido Socialista Revolucionario             | (PSR)      | Socialismo autogestionario  |       |
|         | Unión de Izquierda Revolucionaria             | (UNIR)     | Maoísmo                     |       |
|         | Partido Comunista Revolucionario              | (PCR)      | Nacionalismo revolucionario |       |
|         | Partido Comunista del Perú - Patria Roja      | (PCP - PR) | Patriotismo socialista      |       |
|         | Frente de Liberación Nacional                 | (FLN)      | Browderismo                 |       |
|         | Frente Obrero Campesino Estudiantil y Popular | (FOCEP)    | Agrarismo                   |       |
|         | Partido Socialista de los Trabajadores        | (PST)      | Sindicalismo                |       |
|         | Partido Unificado Mariateguista               | (PUM)      | Mariateguismo               |       |
|         | Partido Socialista del Perú                   | (PSP)      | Socialismo                  |       |
|         | Partido de Integración Nacional               | (PADIN)    | Socioliberalismo            |       |

### Conformación 1990-1992
| Partido | Partido                                       | Siglas     | Ideología principal    | Líder |
| ------- | --------------------------------------------- | ---------- | ---------------------- | ----- |
|         | Partido Comunista Peruano                     | (PCP)      | Comunismo              |       |
|         | Unión de Izquierda Revolucionaria             | (UNIR)     | Maoísmo                |       |
|         | Partido Comunista del Perú - Patria Roja      | (PCP - PR) | Patriotismo socialista |       |
|         | Frente Obrero Campesino Estudiantil y Popular | (FOCEP)    | Agrarismo              |       |
|         | Partido Socialista de los Trabajadores        | (PST)      | Sindicalismo           |       |
|         | Partido Unificado Mariateguista               | (PUM)      | Mariateguismo          |       |
|         | Partido Socialista del Perú                   | (PSP)      | Socialismo             |       |
|         | Partido de Integración Nacional               | (PADIN)    | Socioliberalismo       |       |

### Conformación 1993-1995
| Partido | Partido                                       | Siglas     | Ideología principal    | Líder |
| ------- | --------------------------------------------- | ---------- | ---------------------- | ----- |
|         | Partido Comunista Peruano                     | (PCP)      | Comunismo              |       |
|         | Unión de Izquierda Revolucionaria             | (UNIR)     | Maoísmo                |       |
|         | Partido Comunista del Perú - Patria Roja      | (PCP - PR) | Patriotismo socialista |       |
|         | Frente Obrero Campesino Estudiantil y Popular | (FOCEP)    | Agrarismo              |       |
|         | Partido Socialista de los Trabajadores        | (PST)      | Sindicalismo           |       |
|         | Partido Unificado Mariateguista               | (PUM)      | Mariateguismo          |       |
|         | Partido Socialista del Perú                   | (PSP)      | Socialismo             |       |
|         | Partido de Integración Nacional               | (PADIN)    | Socioliberalismo       |       |
|         | Acuerdo Socialista de Izquierda               | (ASI)      | Socialdemocracia       |       |
|         | Movimiento Socialista Peruano                 | (MSP)      | Socialismo democrático |       |

## Cronología
- 1980 - Se funda Izquierda Unida en enero.
- 1980 - IU se consolida como la segunda fuerza política con 23,3% de los votos en las Elecciones Municipales.
- 1983 - Alfonso Barrantes gana la alcaldía de Lima.
- 1984 - UDP y parte del PCR forman el Partido Unificado Mariateguista (PUM) y se incorporan a IU.
- 1985 - En las elecciones presidenciales de ese año quedó en segundo lugar.
- 1989 - Izquierda Unida realiza su primer congreso.
- 1990 - Entra en crisis orgánica, al sufrir fracturas internas.
- 1992 - Presenta candidaturas municipales en donde sólo participan PCP, UNIR y FOCEP.

En general, Izquierda Unida presentó listas en las elecciones generales de 1980, 1985, 1990, y 1995. Participó activamente en las elecciones municipales de 1980, 1983, 1986, 1989 y 1992.
Lo presidió Alfonso Barrantes hasta 1989.
En 1990 se postuló como candidato presidencial Henry Pease.
En 1995 postulo como candidato presidencial Agustín Haya de la Torre.

## Resultados electorales

### Elecciones Presidenciales
|  | 2.83 % |

|  | 24.68 % |

|  | 8.23 % |

|  | 0.06 % |

### Elecciones Parlamentarias
|  | 3.52 % |

|  | 3.67 % |

|  | 25.17 % |

|  | 24.40 % |

|  | 9.78 % |

|  | 9.82 % |

|  | 1.88 % |

### Elecciones regionales y municipales
| Año  | Gobiernos Regionales | Alcaldías Provinciales | Alcaldías Distritales |
| Año  | Representantes       | Representantes         | Representantes        |
| ---- | -------------------- | ---------------------- | --------------------- |
| 1980 |                      | 14/196                 | 107/1874              |
| 1983 | 33/196               | 238/1874               |                       |
| 1986 | 15/196               | 163/1874               |                       |
| 1989 | 44/196               | 363/1874               |                       |
| 1993 | 26/196               | 159/1874               |                       |

## Principales gobiernos locales ganados por IU
- Ciudad de Ica
- Ciudad de Pisco
- Ciudad de Huaraz
- Ciudad de Abancay
- Ciudad de Ayacucho
- Ciudad de Moquegua
- Ciudad de Huancavelica
- Chosica (1984-1986)
- Distrito de Ate (1981-1989)
- Ciudad de Ilo (1981-1992)
- Ciudad de Puno (1981-1986)
- Ciudad de Cuzco (1984-1986)
- Distrito de Comas (1981-1992)
- Provincia de Yauli (1984-1986)
- Distrito de Surquillo (1984-1986)
- Ciudad de Arequipa (1981-1983)
- Distrito de La Victoria (1984-1986)
- Provincia de Huancayo (1984 - 1986)
- Distrito de Independencia (1984-1992)
- Distrito de Villa El Salvador (1984-1992)
- Distrito de San Martín de Porres (1981-1989)
- Distrito de San Juan de Lurigancho (1984-1986)
- Tumbes